# Jerez (Guatemala)
Jerez é uma cidade da Guatemala do departamento de Jutiapa.